# Ненад Максић
Ненад Максић (Смедерево, 21. август 1972) је српски рукометни тренер и бивши југословенски рукометаш који данас ради као шеф стручног штаба београдског Партизана. Са репрезентацијом СР Југославије је освојио две бронзане медаље на светским првенствима 1999. у Египту и 2001. у Француској. У својој каријери наступао је за Смедерево, бањалучки Борац, Црвену звезду, Превент, Цеље и Партизан где је у пролеће 2014. године завршио играчку каријеру, након повреде рамена. Крајем априла 2014. године постао је тренер Партизана као привремено решење заменивши на клупи дотадашњег стратега Александра Брковића. У лето исте године Максић је званично потписао уговор по којем би на клупи београдских црно–белих требало да остане наредне четири сезоне. На клупи клуба из Хумске остао је до лета 2018. године када се преселио у катарски Ал Сад са којим је освојио национални куп наредне године, да би се у јануару 2020. вратио у Партизан.

## Трофеји (као играч)

### Борац Бања Лука
- Куп Републике Српске (1) : 1992/93.

### Црвена звезда
- Првенство Србије (2) : 2006/07, 2007/08.
- Куп СР Југославије (1) : 1994/95.

### Цеље
- Првенство Словеније (1) : 2002/03.

### Партизан
- Првенство Србије (2) : 2010/11, 2011/12.
- Куп Србије (2) : 2011/12, 2012/13.
- Суперкуп Србије (2) : 2011, 2012.

## Трофеји (као тренер)

### Ал Сад
- Куп Катара (1) : 2018/19.